# 4-та винищувальна дивізія (Третій Рейх)
4-та винищувальна дивізія (Третій Рейх) (нім. 4. Jagddivision) — винищувальна авіаційна дивізія повітряних сил нацистської Німеччини за часів Другої світової війни.

## Історія
4-та винищувальна дивізія заснована 17 серпня 1942 року у Деберіці на базі Командування винищувальної авіації «Середня Німеччина» (нім. Jagdfliegerführer Mitteldeutschland), підпорядкованого 2-му повітряному корпусу Люфтваффе. 15 вересня 1943 року дивізія була перейменована на 1-шу винищувальну дивізію з одночасним створенням у Меці з 3-ї винищувальної дивізії II винищувального корпусу 4-ї винищувальної дивізії другого формування. 8 вересня 1944 року дивізія розформована.

## Командування

### Командири
- генерал-лейтенант Йоахім-Фрідріх Гут (нім. Joachim-Friedrich Huth) (17 серпня 1942 — 15 вересня 1943);
- генерал-майор Вернер Юнк (нім. Werner Junck) (15 — 30 вересня 1943);
- оберст Карл Фік (нім. Carl Vieck) (30 вересня 1943 — 8 вересня 1944).

## Підпорядкованість
| Час                              | Група армій (округ)     | Штаб    |
| -------------------------------- | ----------------------- | ------- |
| 17 серпня 1942 — 15 вересня 1943 | XII повітряний корпус   | Деберіц |
| 15 вересня 1943 — 8 вересня 1944 | II винищувальний корпус | Мец     |

## Бойовий склад 4-ї винищувальної дивізії
Формування управління, забезпечення та підтримки
- 204-й авіаційний полк зв'язку (Luftnachrichten Regiment 204);
- 214-й авіаційний полк зв'язку (Luftnachrichten Regiment 214);
- 224-й авіаційний полк зв'язку (Luftnachrichten Regiment 224);
- 234-й авіаційний полк зв'язку (Luftnachrichten Regiment 234).